# Х-28
Х-28 (кирилична «Х» у назві; за класифікацією МО США та НАТО — AS-9 Kyle) — радянська протирадіолокаційна ракета класу «повітря-поверхня» середньої дальності. Розроблена в 1960-х роках дубнінською філією ОКБ-155-2 (нині МКБ «Радуга»). Прийнята на озброєння у 1973 році. Носії: Су-17М2/М3 (з контейнером «Метель»), Су-24 (2 ракети на ПУ-28, штатна станція «Філін»), МіГ-23Б, Су-22. Наразі Х-28 знято з озброєння російських ВПС. На зміну їй прийшли ракети Х-58, Х-25МП, Х-31П.
Експортувалася, стояла на озброєнні ВПС Лівії, Іраку та країн — учасниць Варшавського договору. Застосовувалась у бойових діях ВПС Іраку під назвою Nissan-28 в ірано-іракській війні.

## Передісторія
До середини 60-х років оснащення військ радіотехнічними засобами (РЛС гарматного наведення та розвідки, станції РЕБ, РЛС ППО), кількість ЗРК, ЗСУ та ПЗРК вже не дозволяло при прориві «парасольки» ППО обмежитися постановкою перешкод, маневром або обійти його дальності (уміло спланована ППО якраз і має виключити таку можливість). Три чверті всіх літаків, загублених США у В'єтнамі, були збиті пусками ЗУР та вогнем зенітної артилерії з радіолокаційним наведенням. У близькосхідних конфліктах цей відсоток сягав 90 %. Для ефективного подолання ППО, крім створення активних і пасивних перешкод (шумові та відповідні радіоперешкоди, скидання дипольних відбивачів і пасток, постановка помилкових цілей), вимагалося вогневе придушення зенітних засобів засобами з більшою дальністю, ніж бомби, НАР та авіагармати. Поразка радіолокаційних систем виявлення та наведення різко скорочує ефективність ППО.

## Розробка
Розробка почалася постановою РМ СРСР від 10 січня 1963 року. Мав назви «виріб Д-8», «проект К-29П».[джерело?]
Х-28 створювалася з допомогою конструктивних рішень ракет великої дальності Х-22 і КСР-5 і є наче як їх зменшеної копією. Розроблялася у комплексі К-28П (головний розробник комплексу — ОКБ-115 А. С. Яковлева) у складі Як-28Н та двох ракет Х-28. Авіаційний ракетний комплекс К-28П (П-пасивний, від способу наведення) отримав своє найменування на ім'я носія. Наприкінці 1964 р. на пропозицію Мінавіапрому прийнято рішення про заміну РДТП на ракеті Х-28 на РРД (на базі двигуна ОКБ С. К. Туманського для ракети КСР-5 — Р-253-300) з причин освоєності технології та гарантованого досягнення дальності 120 км, необхідної для ураження позицій ЗРК «Найк-Геркулес» без входу до зони ураження.
Заміна двигуна відстрочила початок випробувань до 1966 р. За результатами розрахунків і продувок при пуску першої ракети Х-28 і збереження другої ракети під другим крилом Як-28Н втрачав стійкість по крену через недостатню ефективність елеронів. Дослідний літак Як-28Н був все ж таки побудований і використовувався для відпрацювання пусків. Апаратуру станції розвідки цілей передбачалося розмістити на місці РЛС «Ініціатива». Випробування Як-28Н було розпочато у 1966 р., у 1967 р. на ньому розпочато випробування апаратури комплексу. Перші пуски ракет Х-28 з борту Як-28Н зроблено 1969 р. Але літак у серійне виробництво не було запущено.
На початку 1970-х років випуск Як-28 припинився, тому 1970 р. видано тактико-технічне завдання на оснащення ракетами Х-28 літаків Су-17 зі створенням комплексу озброєнь Су-17-28. Рішення створення такого комплексу було прийнято з ініціативи головного конструктора Су-17 Н. Г. Зиріна. Передбачалося також використання протирадіолокаційного комплексу з ракетами Х-28 та «Метелью» на МіГ-27, проте громіздкий виріб ніяк не вміщувався на підвісці і роботи не пішли далі за проектні дослідження. Для відпрацювання засобів комплексу ОКБ Сухого використовувався Су-7БМ. У грудні 1971 року літак був доопрацьований із встановленням пускового пристрою ПУ-28С для підвіски ракети та контейнера зі станцією управління «Метель». До січня 1972 року на ньому виконувалися швидкісні руліжки з відривом носового колеса для уточнення можливості транспортування великогабаритної Х-28 під фюзеляжем з перевіркою невеликих просвітів між ракетою і ЗПС. Оскільки зазор між нижньою частиною виробу та землею був вкрай невеликий, торкання смуги ракетою з рідким паливом та окислювачем загрожує вибухом. Для оцінки проміжків у хвостовій частині Х-28 встановили законцівку з пінопласту, яка при першому ж випробуванні була стесана на 30-40 мм.
Су-17М, що будувався з 1972 р., міг нести тільки одну ракету Х-28 під фюзеляжем (пускова установка ПУ-28С, контейнер з апаратурою «Метель-А» для розвідки РЛС супротивника та вироблення цілевказівки, встановлювався на пілоні під нерухомою частиною крила). Тому майже одночасно запропоновано застосування ракети Х-28 на літаках Су-24. Державні спільні випробування з літаком Су-24 проходили з січня 1970 по липень 1974 р. (вироблено 15 пусків). У 1976 р. було завершено випробування Су-24, який міг нести 2 ракети Х-28. На Су-24 було встановлено станцію розвідки цілі та видачі цілевказівки «Філін». Винищувач-бомбардувальник Су-17М був 1-місним, а на Су-24, окрім пілота, знаходився штурман, здатний якісніше оцінювати обстановку і приймати рішення щодо застосування ракет.

## Конструкція
Конструкція ракети — нормальна аеродинамічна схема з трикутним крилом і суцільноповоротним оперенням. Корпус циліндричний, змінного довжиною діаметра. У носовій частині встановлений обтічник ОСН оживальної форми. Крила трапецеподібної у плані форми, з прямими задніми та стрілоподібними передніми окрайками (кут стріловидності 75°). Передній обтічник із вантажним відсіком має хомутно-клинове швидкороз'ємне з'єднання.
Під час розробки ракети використовувався досвід ОКБ-2-155 у конструюванні крилатих ракет більшої дальності. Х-28 мала традиційне для цього КБ поєднання ракетних та літакових технологій: стрінгерний фюзеляж, безліч експлуатаційних та технологічних роз'ємів та лючків, лите багатолонжеронне крило та хрестоподібне оперення. За номенклатурою КБ Х-28 називалася Д8 (виріб 93).
Кінетичний нагрів у польоті з високими швидкостями (до М = 3) змусив встановити на передніх окрайках крила та оперення накладки з жароміцного прес-матеріалу. Сама конструкція виконувалася переважно з теплостійких матеріалів — сталей ЗОХГСА, ЭИ-65И та спеціального дюралю Д19, обшивка сплав АМГ-6.
Фугасна бойова частина 9А283 масою 155 кг несла 74 кг вибухової речовини і була забезпечена контактним електромеханічним підривником ЭВМУ-139 та неконтактним підривником РОВ-5, що забезпечує підрив БЧ у повітрі на висоті, оптимальної для знищення РЛС. Бойова частина монтувалася в корпусі з торця, баки пального та окислювача не мали міжбакового відсіку та були виконані за сумісною схемою. Особливістю ракети стала можливість встановлення на ній змінної БЧ, у тому числі і ядерної (Х-28 повинна була «зламувати» ППО супротивника, розчищаючи шлях груп ударних літаків).
Трубопроводи подачі компонентів палива та арматура пневмосистеми були прокладені у коробі (гаргроті). У гаргроті знаходився також датчик кутових швидкостей автопілота, встановлений приблизно в середині довжини ракети, що дозволило мінімізувати вплив згинальних коливань. Позаду баків-відсіків розміщувалися елементи сполучення із системами носія та електромеханічний перетворювач ПТО-300/500К, за ними — основний блок автопілота АПР-28 та моноампульна батарея А-221. Хвостову частину ракети займали елементи електрогідравлічного приводу ЭГС-40Л та рідинний ракетний двигун Р-253-300. Великі габарити Х-28 вимагали проведення на Су-17 оригінального доопрацювання: у місці підфюзеляжної підвіски ракети доводилося встановлювати панель з підштампуванням під її кіль, а нижній кіль складався, подібно до «великих» ракет Х-22 і КСР-5.
ГСН ПРГ-28 для ракети розробили в Омському ЦКЛ-111 (пізніше НВО «Автоматика») під керівництвом О. С. Кірчука. Вона забезпечувала пеленгаційне наведення в частотних діапазонах А, В і С, охоплюючи практично всі існуючі та перспективні РЛС ППО ймовірність супротивника. Автопілот АПР-28 розроблений в НДІ-923 (див. конструктор Антіпов Е. Ф.), включав блок пролонгації, що продовжував керувати ракетою у разі пропадання пеленгованого сигналу до 10 с (такий режим імпульсного випромінювання міг практикуватися операторами РЛС для зриву захоплення) — при цьому Х-28 продовжувала йти у напрямку «замовклої» цілі.
У 1964 р. на Дубнінському машинобудівному заводі розпочато освоєння склотекстолітових обтічників ракети Х-28. Перші серії виробів доводилося комплектувати трьома обтічниками, які розраховані кожен на свій діапазон хвиль. Проведені пошуки «просвітлення» обтічників закінчилися підбором так званих «компенсаційних ґрат», за допомогою яких досягли значного покращення радіотехнічних характеристик обтічників ракети Х-28, а потім і ракети Х-22.
Апаратура забезпечення та управління ракетного комплексу розміщувалася на Су-17 у підвісному контейнері (система «Метель-А» і «Метель-АВ», що відрізнялися діапазоном), а на Су-24 знаходилася на борту літака (система «Філін-Н»). З їх допомогою ГСН та САУ ракети отримували інформацію про кути пеленгу РЛС та тангажу, програмувався профіль польоту та виходу на ціль. Прийомною антеною при використанні «Метели» служила ГСН ракети, «Філін» сам по собі був пасивною РЛС. Автономний пошук та поразка за допомогою «Метели» виявився занадто важким завданням. Прицільний пуск Х-28 міг здійснюватися лише по цілі, положення якої було вже встановлено, і завдання льотчика зводилася до виходу у намічену зону пуску, прив'язці до орієнтирів і після захоплення об'єкта ГСН виконанні пуску.
Значні масогабаритні характеристики Х-28 були наслідком вимог і рівня тогочасного обладнання: КВО досягало 20 м, що вимагало потужної БЧ для надійного ураження і без прямого влучення. РРД зі стартовою тягою понад 8000 кгс, що забезпечив високу швидкість і дальність, приніс масу експлуатаційних труднощів: зберігати ракету, споряджену 235 кг окисника АК-27П (сумішшю азотної кислоти і закисом азоту), що «парує» і не менш їдкого і токсичного палива ТГ-02, довго час було не можна, а після зливу баки потрібно ретельно промивати нейтралізуючим розчином і просушувати, що вимагало спецзасобів, сил і часу, і важко забезпечувалося навіть на стаціонарних аеродромах, не кажучи вже про польові умови. Комплект обладнання та перевірочної апаратури розгортався на спеціальних майданчиках підготовки ракет ППР-28, а всі роботи виконувались у захисних спецкостюмах.

## Бойове застосування
Застосовувалися Іраком у різних конфліктах.
Ірано-іракська війна
27 жовтня 1981 року Су-22 5-ї ескадрильї ВПС Іраку за допомогою протирадіолокаційних ракет Х-28Э за один день знищили не менше 6 РЛС HIPAR (High-Power Acquisition Radar) у іранських ЗРК MIM-23 HAWK. Іранці визнали такі тяжкі втрати і змусили своїх зенітників повністю переглянути тактику застосування РЛС.
Кінець 1982 року — застосування ракет Х-28. Ракети були успішно застосовані проти ЗРК HAWK на дальність 70 км із літака Су-22М2 з висоти 7000 м, швидкість літака-носія 750 км/год. За західними даними всього Іраку було поставлено близько 100 ракет, і вони успішно використовувалися до 1988 року.
1989 року під назвою Nissan-28 ракета показана на виставці іракської військової техніки.

## Модифікації[5]
Х-28М / Х-24 — твердопаливна. Пізніше розробка трансформувалася в протирадіолокаційну ракету Х-58 (виріб «112» / Д-7).
Х-28Э — експортна.
Nisan-28 або Nissan-28 — іракська версія Х-28Э, показана в Багдаді в 1989 році, яка, як повідомляється, має три головки пошуку для різних діапазонів частот.